# Jean Arnold Antoine Tuerlinckx

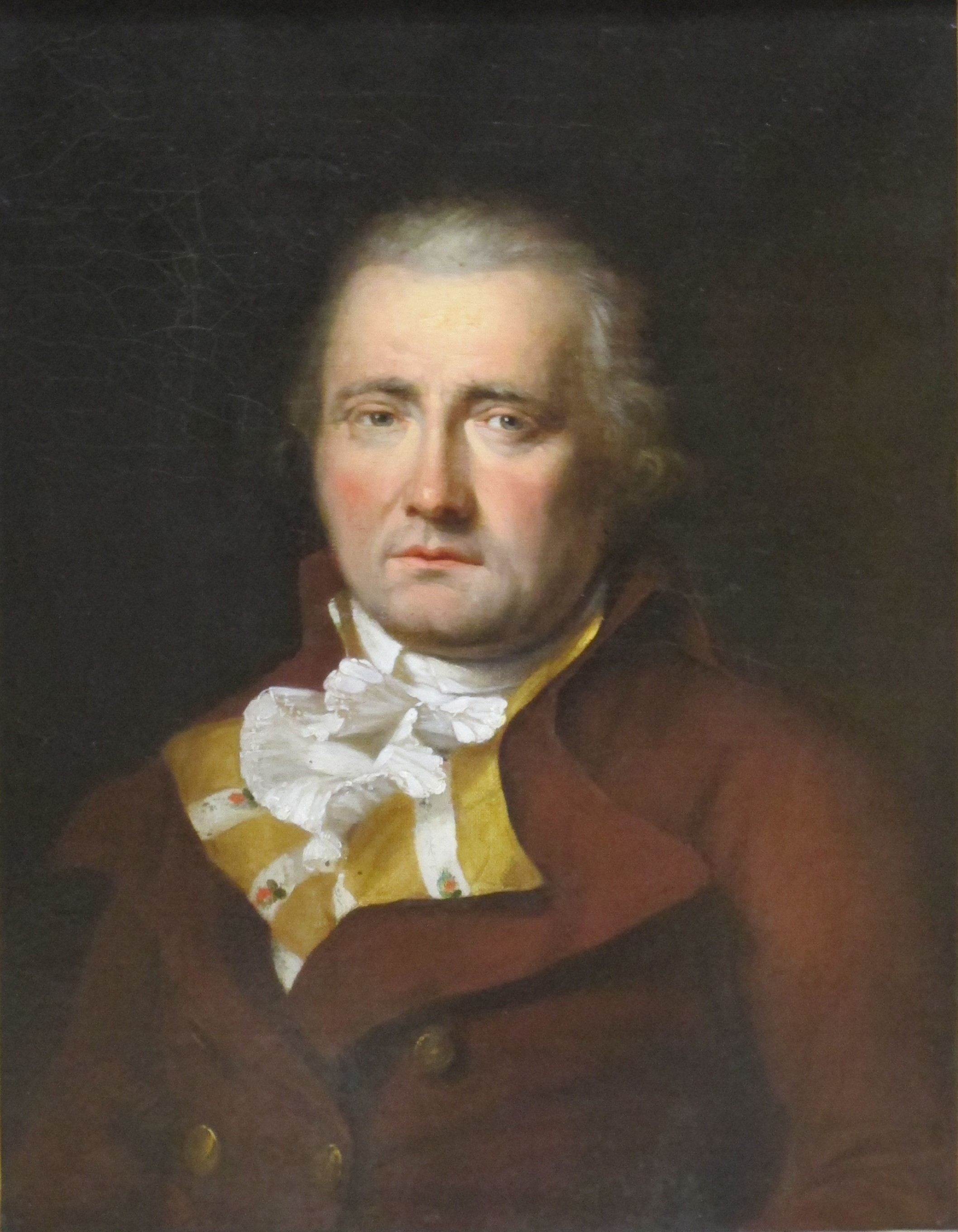
Jean Arnold Antoine Tuerlinckx porträtiert von Karel Pieter Verhulst

Jean Arnold Antoine Tuerlinckx (* 22. November 1753 in Aarschot; † 19. Dezember 1827 in Mechelen) war ein Musikinstrumentenmacher in Mechelen im Herzogtum Brabant der damaligen Österreichische Niederlande, dem heutigen Belgien.

## Leben

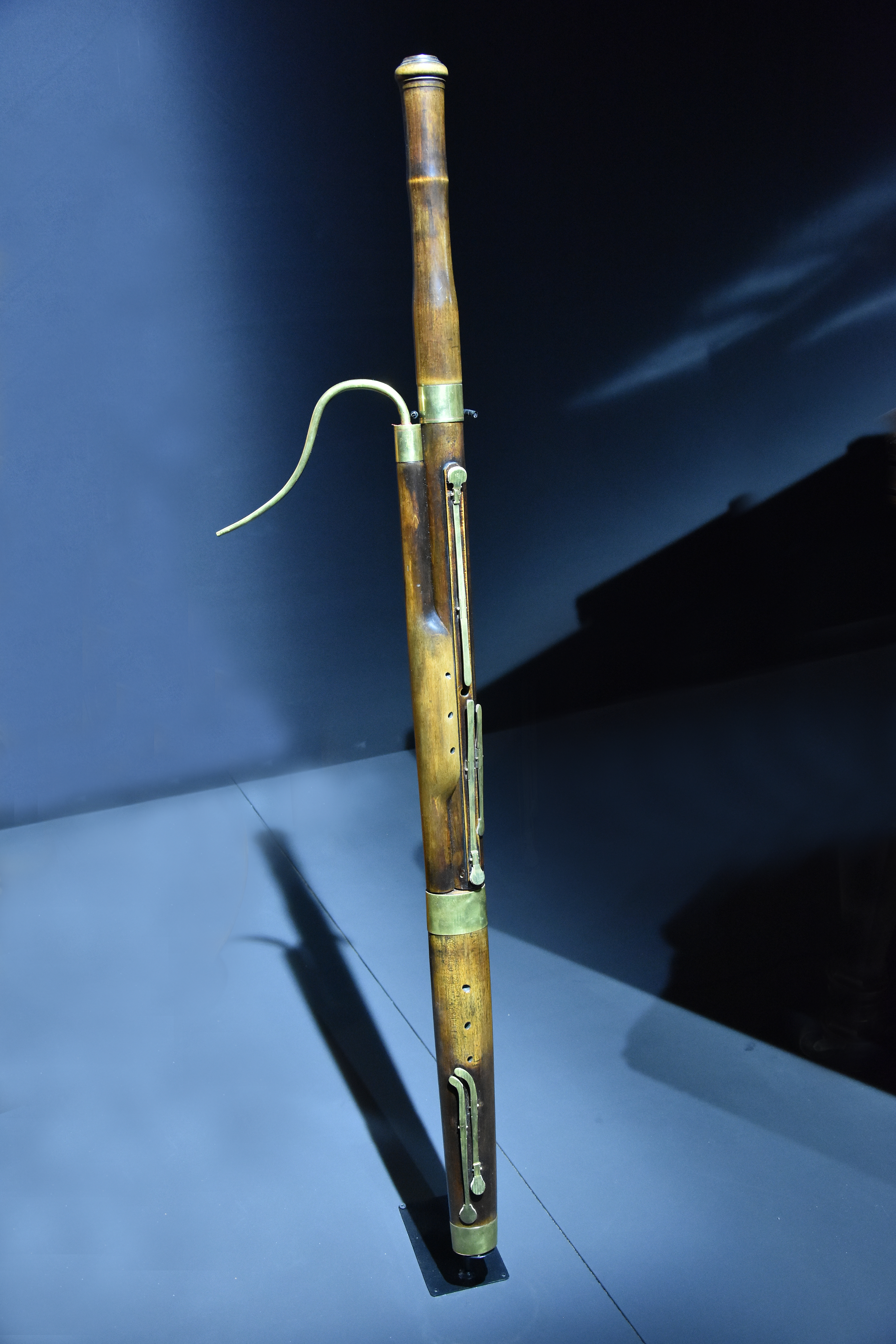
Tuerlinckx-Fagott

Tuerlinckx war Sohn eines Uhrmachers, von dem er in die Feinmechanik und den Instrumentenbau eingeführt wurde. Im Alter von 18 Jahren begann Tuerlinckx mit dem Bauen von Instrumenten, als er eine neue Klarinette aus Frankreich kopierte.
1782 heiratete Tuerlinckx und zog nach Mechelen. Die von ihm im gleichen Jahr dort gegründete Werkstatt fertigte Holz- und Blechblasinstrumente, darunter auch die Clarinet d’amour. Tuerlinckx baute unter anderem Flöten, Klarinetten, Oboen und Fagotte (in verschiedenen Formaten und aus verschiedenen Hölzern, mit Ornamenten aus Elfenbein, Horn oder Knochen und Klappen aus Kupfer oder Silber), Trompeten, Hörner, Serpente, Posaunen, Pedalharfen, Becken, Pauken und Große Trommeln.
England, Frankreich, Deutschland, Österreich und Böhmen waren die Herkunftsländer der Musikinstrumente, die Militärmusiker auf der Durchreise bei Tuerlinckx zur Reparatur gaben. Im Lauf der Koalitionskriege kamen die Einwohner seiner Region abfolgend zu drei verschiedenen Staatsangehörigkeiten. Tuerlinckx profitierte, indem er Skizzen der technischen Neuerungen für sich anfertigte und war dadurch der einheimischen Konkurrenz technologisch voraus. Während der Terrorherrschaft (1793/1794) wurde Tuerlinckx inhaftiert, danach konnte er jedoch sein Geschäft ausbauen und Kunden in Frankreich und Deutschland gewinnen.
Tuerlinckx war zweimal verheiratet. Zunächst ehelichte er 1782 Catherine Meikens. Aus dieser Ehe ging sein ältester Sohn, der Komponist Corneille Jean Joseph Tuerlinckx (1783–1855) hervor. Nachdem seine erste Frau 1808 verstorben war, heiratete Tuerlinckx im Folgejahr Marie Clavers. Zu ihren Kindern gehörten der Bildhauer Joseph Jean Tuerlinckx (1809–1873) sowie der Maler und Lithograf Louis Benoit Antoine Tuerlinckx (1820–1894). Insgesamt hatte Tuerlinckx sechs Söhne und fünf Töchter.
Nach Tuerlinckx Tod wurde das Unternehmen von dessen Sohn Corneille Jean Joseph Tuerlinckx weitergeführt. Sowohl Vater als auch Sohn kennzeichneten die Instrumente mit Tuerlinckx/Malines oder Tuerlinckx à Malines, was die Unterscheidung ihrer Arbeiten fast unmöglich macht. Die Firma hatte 40 Mitarbeiter, baute Instrumente für zivile und Militärorchester und war auf ihrem Gebiet der bedeutendste Hersteller in Belgien.